# SDSS J102915+172927
SDSS J102915+172927 é uma estrela pequena (com aproximadamente 80% do tamanho do Sol), muito antiga - tem 13 bilhões de anos (quase a idade do Universo) - descoberta no ano de 2011 e que está localizada na constelação de Leão.
É 99,9993% composta de hélio e hidrogênio.
Segundo os cientistas, ela não deveria existir, pois contraria as teorias actuais da formação estrelar. Segundo Elisabetta Caffau, cientista que liderou a equipe de investigadores quando da descoberta, "Uma teoria muito aceita prediz que estrelas como esta, com pequena massa e quantidades de metais extremamente baixas, não deveriam existir porque as nuvens de material a partir das quais tais objetos se formariam nunca se poderiam ter condensado".